# Régie nationale des postes (Burundi)
Pour les articles homonymes, voir La Poste.
La Régie nationale des postes (RNP), est l’opérateur responsable du service postal au Burundi.

## Réglementation
Le système postal burundais est profondément réformé par le décret no 100/021 du 7 mars 1991. L'ancienne direction de la Poste relevant du ministère chargé des transports, postes et télécommunications, devient une Régie Nationale des Postes, le 1er janvier 1992.

## Missions
La RNP a pour mission l'organisation, la gestion et l'exploitation du niveau de collecte et d'échange des envois sur le territoire national et à l’international.
Elle assure également la gestion d'un réseau des comptes courants postaux des particuliers, des établissements publics et privés ainsi que des comptes du Trésor.
La RNP peut aussi effectuer les opérations suivantes :
- émission et paiement des mandats poste ;
- transferts des fonds de toute nature et à la paie des agents de l'État ;
- dépositoire des timbres-poste et autres valeurs destinées à la vente sur les guichets ou à la vente pour la collection ;
- octroi du crédit à court et à moyen terme.